# Bythaelurus alcockii
Bythaelurus hispidus là một loài cá mập trong họ Scyliorhinidae. Con lớn dài 30 xentimét (12 in), và sống trong các vùng biển mở. Nó chỉ được biết đến từ một tiêu bản mà ngày ngay đã bị thất lạc.